# Beidaud
Beidaud è un comune della Romania di 1 624 abitanti, ubicato nel distretto di Tulcea, nella regione storica della Dobrugia. 
Il comune è formato dall'unione di 3 villaggi: Beidaud, Neatârnarea, Sarighiol de Deal.